# San Antonio (Belén)
San Antonio è un distretto della Costa Rica, capoluogo del cantone di Belén, nella provincia di Heredia.
San Antonio comprende 5 rioni (barrios):
- Calle La Labor
- Chompipes
- Escobal
- San Vicente
- Zaiquí